# Ischnura evansi
Ischnura evansi är en trollsländeart som beskrevs av Morton 1919. Ischnura evansi ingår i släktet Ischnura och familjen dammflicksländor. Inga underarter finns listade i Catalogue of Life.

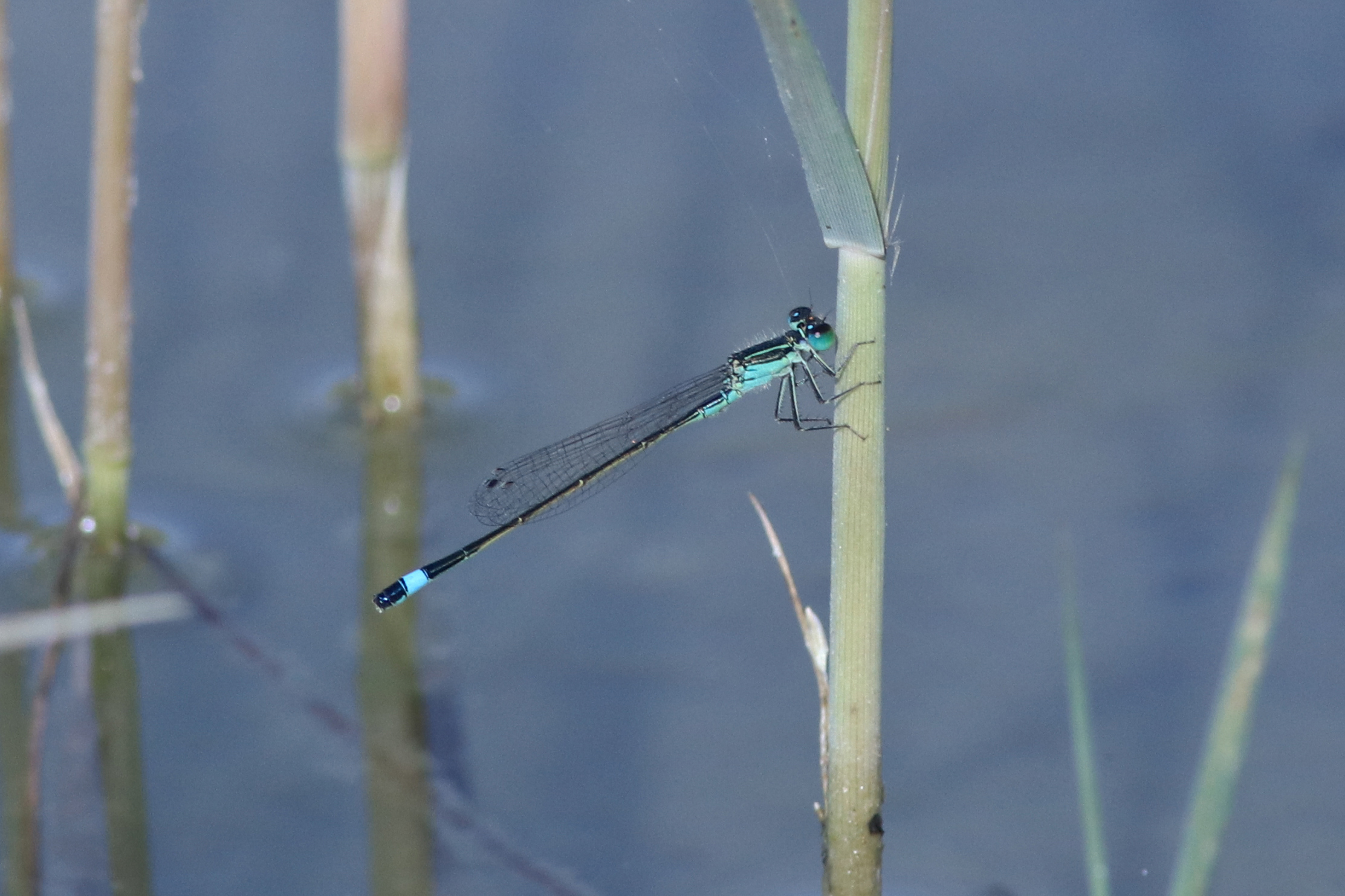
Ischnura evansi from United Arab Emirates